# جان بيج
جان بيج (بالإنجليزية: Jean Paige)‏ هي ممثلة أمريكية، ولدت في 3 يوليو 1895 في الولايات المتحدة، وتوفيت في 15 ديسمبر 1990 بلوس أنجلوس في الولايات المتحدة.

## وصلات خارجية
- جان بيج على موقع IMDb (الإنجليزية)
- جان بيج على موقع قاعدة بيانات الفيلم (الإنجليزية)